# Robert Lima
Robert Lima Fonseca (Melo, 18 de junio de 1972-Montevideo, 17 de junio de 2021) fue un futbolista uruguayo que jugaba como defensa. Era conocido como el «Bola» Lima.

## Carrera deportiva

### Futbolista
Debutó en Peñarol a los 21 años de edad. En 1993, año de su debut profesional, obtuvo su primer título futbolístico como campeón uruguayo, el cual constituía al primer año del segundo quinquenio del club. Luego de seis años en el equipo aurinegro, fue transferido a Chacarita de Argentina por dos años, para luego pasar a Olimpia de Honduras por una temporada.
Al año siguiente regresó a Peñarol y convirtió un gol en el clásico uruguayo frente a Nacional. 
Luego fue transferido para jugar en el club Harbin Lange de China, más tarde al Sporting Cristal de Perú (donde ganó el Torneo Clausura 2004), y al año próximo regresó a China pero esta vez para jugar para el Shanghai Huicheng.
En 2006 volvió a Uruguay para jugar en Liverpool durante un año, antes de irse al club Durazno de la Segunda División. 
Se retiró en 2008 en el Cerro Largo Fútbol Club de Melo, su ciudad natal,   después de que el club ascendiera a la Primera División.

### Entrenador
Luego de su retiro del fútbol, comenzó su carrera de entrenador. Desde el año 2011 formó parte de las divisiones formativas de Peñarol como entrenador en la 7.ª división.

## Otras actividades
En septiembre de 2020 participó del programa televisivo MasterChef Celebrity Uruguay en Canal 10.

## Muerte
El día antes de cumplir 49 años y de un infarto fulminante, falleció en una cancha de fútbol en la zona de Carrasco. Según testigos, se lo intentó reanimar, pero sin éxito.

## Clubes[4][5]

### Como jugador
| Club              | País      | Año       |
| ----------------- | --------- | --------- |
| Peñarol           | Uruguay   | 1993-1998 |
| Chacarita Juniors | Argentina | 1999-2000 |
| Olimpia           | Honduras  | 2001      |
| Peñarol           | Uruguay   | 2002      |
| Harbin Lange      | China     | 2003      |
| Sporting Cristal  | Perú      | 2004      |
| Shanghai Huicheng | China     | 2005      |
| Liverpool         | Uruguay   | 2006      |
| Durazno FC        | Uruguay   | 2007      |
| Cerro Largo       | Uruguay   | 2008      |

### Como entrenador
| Club                      | País           | Año       |
| ------------------------- | -------------- | --------- |
| Cerro Largo (Asistente)   | Uruguay        | 2008-2010 |
| Al-Hilal (Asistente)      | Arabia Saudita | 2016      |
| Cerro Porteño (Asistente) | Paraguay       | 2017      |
| Estudiantes (Asistente)   | Argentina      | 2017      |
| Juticalpa                 | Honduras       | 2019      |

### Participación internacional como jugador
| Torneo                      | Partidos | Goles |
| --------------------------- | -------- | ----- |
| Copa Conmebol 1992          | 2        | 0     |
| Supercopa Sudamericana 1993 | 2        | 0     |
| Copa Conmebol 1994          | 3        | 0     |
| Supercopa Sudamericana 1994 | 1        | 0     |
| Copa Libertadores 1995      | 4        | 0     |
| Supercopa Sudamericana 1995 | 2        | 0     |
| Copa Libertadores 1996      | 8        | 0     |
| Supercopa Sudamericana 1996 | 2        | 0     |
| Copa Libertadores 1997      | 6        | 1     |
| Supercopa Sudamericana 1997 | 6        | 0     |
| Copa Libertadores 1998      | 6        | 0     |
| Copa Mercosur 1998          | 3        | 0     |
| Copa Mercosur 1999          | 2        | 0     |
| Copa Mercosur 2001          | 4        | 0     |
| Copa Libertadores 2002      | 6        | 1     |
| Total                       | 57       | 2     |

## Palmarés

### Como jugador
| Título                    | Club    | País    | Año  |
| ------------------------- | ------- | ------- | ---- |
| Campeonato Uruguayo       | Peñarol | Uruguay | 1993 |
| Liguilla Pre-Libertadores | Peñarol | Uruguay | 1994 |
| Campeonato Uruguayo       | Peñarol | Uruguay | 1994 |
| Campeonato Uruguayo       | Peñarol | Uruguay | 1995 |
| Campeonato Uruguayo       | Peñarol | Uruguay | 1996 |
| Liguilla Pre-Libertadores | Peñarol | Uruguay | 1997 |
| Campeonato Uruguayo       | Peñarol | Uruguay | 1997 |
| Campeonato Uruguayo       | Peñarol | Uruguay | 1999 |